# Sankt Michael (Großlage)
Sankt Michael bezeichnet eine Großlage im deutschen  Weinbaugebiet Mosel.

## Einzellagen
Die Großlage Sankt Michael zählt zum Bereich Bernkastel und besteht aus folgenden Einzellagen in den jeweiligen Gemeinden/Ortsteilen:
- Bekond: Schloßberg, Brauneberg
- Köwerich: Laurentiuslay, Held
- Leiwen: Klostergarten, Laurentiuslay
- Detzem: Würzgarten, Maximiner Klosterlay
- Klüsserath: Bruderschaft
- Thörnich: Enggaß, Ritsch, Schießlay
- Ensch: Mühlenberg, Sankt Martin, Sonnenlay
- Schleich: Sonnenberg, Klosterberg
- Pölich: Held
- Mehring: Blattenberg, Goldkupp, Zellerberg
- Lörsch: Zellerberg
- Longen: Zellerberg